# Abarema ricoae
Abarema ricoae és una espècie de llegum del gènere Abarema de la família Fabaceae.